# 佐賀的超級阿嬤
《佐賀的超級阿嬤》，是日本作家島田洋七於1987年發表的自傳式小說，敘述自己年少時至九州佐賀縣投靠外婆的故事，後亦翻拍為電影、漫畫。

## 書名
原書名中一詞出自佐賀方言，相當於日語標準語中的，意為「非常」、「很」，為副詞。故原書名事實上是不正確的句子。依當地方言應作，相當於標準語（非常棒、非常厲害）。中文譯名中的「阿嬤」則是台語裡「祖母、外祖母」之意。

## 情節概要
第二次世界大戰之後，昭廣的媽媽因養不起兒子，不得不把8歲的他交給佐賀縣的外祖母德永紗乃撫養，戰後的他們生活雖艱困窮苦，甚至三餐不繼；但外祖母卻以獨到的生活智慧及毅力，將昭廣扶養長大。不過最後在昭廣要離開時，外祖母卻露出了不為人知的一面。
雖然外祖母很節儉，但她還是很疼愛昭廣。

## 衍生作品

### 電影
此電影由原作者島田洋七撰寫劇本，倉內均執導。由於拍攝經費不足，還特別發起一人一萬日元的募款活動，募得一億日元的經費。電影在2006年4月先行在九州部份地區首映，同年的6月3日在全日本上映。

#### 演員
- 德永紗乃／阿嬤（日语：徳永サノ）（吉行和子）
- 真佐子（淺田美代子）
- 豆腐店爺爺（緒形拳）特別演出
- 昭廣（成人）（三宅裕司）特別演出

昭廣（中學生）（鈴木祐真）
昭廣（小學生）（池田晃信）
昭廣（小學生）（池田壯磨）
- 體育用品店老闆（島田紳助）友情客串
- 學校的清潔員（島田洋八）友情客串
- 中野老師（山本太郎）
- 昭廣的母親（工藤夕貴）
- 小學二年級的導師（保積正幸）
- 警官（吉守京太）
- 護士（石川亞澄）

#### 製作團隊
- 導演：倉内均
- 原作、腳本：島田洋七
- 腳本：山元清多
- 攝影：三好保彦
- 美術：内藤政市
- 編審：阿部亙英
- 音樂：坂田晃一
- 音響效果：斎藤昌利
- 製作人：伊藤伴雄、竹本克明
- 企劃：江原立太
- 製作公司：亞馬遜
- 製作：電影「佐賀的超級阿嬤」製作委員會
- 發行：T-JOY、東映

#### 主題歌
- RYOEI 「ばあちゃん」（阿嬤）

### 電視劇
改編電視劇於2007年1月在富士電視台播出，是為第一部。
改編電視劇於2010年在富士電視台播出，是為第二部。

### 漫畫
改編的漫畫正由集英社所出刊的連載中。

### 後續作品
在《佐賀的超級阿嬤》大熱賣之後，原作者再接再厲，推出了《佐賀阿嬤笑著活下去》和《佐賀阿嬤的幸福旅行箱》《媽媽，我好想妳》《佐賀阿嬤的超元氣料理：簡單而懷念的幸福滋味 》《佐賀阿嬤給我的人生禮物》《我的老相好──「佐賀的超級阿嬤」特別劇場》《阿嬤，我要打棒球！──佐賀的超級阿嬤》。

## 榮譽
《佐賀的超級阿嬤》已連續多個月高踞台灣網上書店博客來的排行榜頭十位，亦榮獲2006年「博客來年度百大」年度暢銷100獎項。

## 外部連結
- 株式会社林事務所ホームページ，存档于（存檔日期 2006-10-04）（日語）
- 佐賀的超級阿嬤